# シェイ・シモンズ
シェイ・オースティン・シモンズ（Shae Austin Simmons, 1990年9月3日 - ）は、アメリカ合衆国ミズーリ州ケープジラード郡ケープジラード出身の元プロ野球選手（投手）。右投右打。

## 経歴

### プロ入りとブレーブス時代
2012年のMLBドラフト22巡目（全体689位）でアトランタ・ブレーブスから指名され、6月7日に契約。契約後、傘下のルーキー級ガルフ・コーストリーグ・ブレーブスでプロデビュー。7試合に登板して2勝0敗、防御率0.00、15奪三振と好投し、7月21日にアパラチアンリーグのルーキー級ダンビル・ブレーブスへ昇格。9試合に登板して0勝2敗2セーブ、防御率3.48、21奪三振を記録した。
2013年はA級ローム・ブレーブスで開幕を迎え、39試合に登板。1勝1敗24セーブ、防御率1.49、66奪三振と結果を残し、8月にAA級ミシシッピ・ブレーブスへ昇格。AA級ミシシッピでは11試合に登板して防御率2.45、16奪三振を記録した。
2014年はAA級ミシシッピで開幕を迎えたが、22試合の登板で14セーブ、防御率0.78の好投を見せ、5月31日にブレーブスとメジャー契約を結んでアクティブ・ロースター入りした。同日のマイアミ・マーリンズ戦でメジャーデビュー。1点リードの8回裏2死一・二塁で登板し、ジャロッド・サルタラマッキアを三振に抑え、初ホールドを記録した。その後はリリーフとして好投を続けていたが、7月29日に右肩の故障で15日間の故障者リスト入りし、そのままシーズンを終えた。この年メジャーでは26試合に登板して1勝2敗1セーブ9ホールド、23奪三振、防御率2.91、23奪三振を記録した。
2015年2月12日にトミー・ジョン手術を受け、20日に60日間の故障者リスト入りした。そのためメジャーでもマイナーでも投げる事はなかった。
2016年8月30日のサンディエゴ・パドレス戦でメジャー復帰登板を果たした。メジャーでは7試合の登板で防御率1.35を記録し、限られた登板機会ではあるが一定の復帰の成果を挙げた。また、マイナーではルーキー級ガルフ・コーストリーグ・ブレーブス、A級ローム、AAA級グウィネット・ブレーブスの計3球団で19試合に登板してうち10試合で先発登板し、防御率1.96という成績を残した。

### マリナーズ時代
2017年1月11日にルイス・ゴハラ、トーマス・バーロウズとのトレードで、マレックス・スミスと共にシアトル・マリナーズへ移籍した。オフの12月1日にノンテンダーFAとなった。

### カブス傘下時代
2018年2月16日にシカゴ・カブスとスプリット契約を結んだ。シーズンでは開幕を傘下のAAA級アイオワ・カブスで迎え、6月25日にマイナー契約、翌26日にFAとなった。

## 詳細情報

### 年度別投手成績
| 年 度    | 球 団    | 登 板 | 先 発 | 完 投 | 完 封 | 無 四 球 | 勝 利 | 敗 戦 | セ 丨 ブ | ホ 丨 ル ド | 勝 率 | 打 者 | 投 球 回 | 被 安 打 | 被 本 塁 打 | 与 四 球 | 敬 遠 | 与 死 球 | 奪 三 振 | 暴 投 | ボ 丨 ク | 失 点 | 自 責 点 | 防 御 率 | W H I P |
| -------- | -------- | ----- | ----- | ----- | ----- | -------- | ----- | ----- | -------- | ----------- | ----- | ----- | -------- | -------- | ----------- | -------- | ----- | -------- | -------- | ----- | -------- | ----- | -------- | -------- | ------- |
| 2014     | ATL      | 26    | 0     | 0     | 0     | 0        | 1     | 2     | 1        | 9           | .333  | 89    | 21.2     | 15       | 1           | 11       | 1     | 0        | 23       | 1     | 0        | 8     | 7        | 2.91     | 1.20    |
| 2016     | ATL      | 7     | 0     | 0     | 0     | 0        | 0     | 0     | 0        | 0           | ----  | 25    | 6.2      | 6        | 0           | 0        | 0     | 0        | 3        | 0     | 0        | 1     | 1        | 1.35     | 0.90    |
| 2017     | SEA      | 9     | 0     | 0     | 0     | 0        | 0     | 2     | 0        | 0           | .000  | 30    | 7.2      | 4        | 1           | 4        | 0     | 0        | 8        | 1     | 0        | 6     | 6        | 7.04     | 1.04    |
| MLB：3年 | MLB：3年 | 42    | 0     | 0     | 0     | 0        | 1     | 4     | 1        | 9           | .200  | 144   | 36.0     | 25       | 2           | 15       | 1     | 0        | 34       | 2     | 0        | 15    | 14       | 3.50     | 1.11    |

- 2020年度シーズン終了時

### 背番号
- 59（2014年、2017年）
- 68（2016年）